# KBDB
Koninklijke Belgische Duivenliefhebbersbond (KBDB) – stowarzyszenie grupujące hodowców gołębi pocztowych w Belgii.
Stowarzyszenie jest najstarszym na świecie grupującym hodowców gołębi pocztowych. Historia stowarzyszenia sięga roku 1800. Aktualnie w Belgii członków KBDB z każdym rokiem maleje, ale jeszcze przed II wojną światową liczba członków wynosiła ponad 200 000.
Belgia jest jednym z 65 państw, które należą do FCI.